# Filmåret 2002

## Årets filmer

### Siffra (1,2,3...) eller specialtecken (@,$,?...)
- 24 Hour Party People
- 25th Hour
- 28 dagar senare
- 40 Days and 40 Nights
- 8 kvinnor
- 8 Mile
- 911: The Road to Tyranny

### A - G
- A Walk to Remember
- Ab Ke Baras
- The Abduction Club
- About Adam
- About Schmidt
- Adaptation.
- Algeria
- Ali G Indahouse
- Alla älskar Alice
- Amen.
- Ararat
- Asterix & Obelix: Uppdrag Kleopatra
- Austin Powers in Goldmember
- Bad Company
- Beck – Annonsmannen
- Beck – Enslingen
- Beck – Kartellen
- Beck – Okänd avsändare
- Beck – Sista vittnet
- Below
- Berättelsen om O
- Big Fat Liar
- Blade II
- Blodspår
- Bloody Sunday
- Blue Crush
- Boat Trip
- The Bourne Identity
- Bowling for Columbine
- Bubba Ho-tep
- Bäst i Sverige!
- Cabin Fever
- Callas Forever
- Catch Me If You Can
- Changing Lanes
- Chicago
- City by the Sea
- CKY 4: Latest & Greatest
- Collateral Damage
- Confessions of a Dangerous Mind
- Crossroads
- Cube 2: Hypercube
- Cubic
- Daj mi buzi
- De fördömdas drottning
- Demonlover
- Den förste zigenaren i rymden
- Den osynlige
- Den ryska arken
- Den spanska lägenheten
- Den stillsamme amerikanen
- Devdas
- Die Another Day[1]
- Dirty Pretty Things
- Dog Soldiers
- Don Juan
- Drakarnas rike
- Drömmarnas land
- Du går mig på nerverna... - analysera ännu mera!
- Du skall älska din nästa såsom dig själv
- Eight Legged Freaks
- En kvinnas hämnd
- En kärleksaffär
- Ensam hemma 4
- Fader Amaros synder
- Far from Heaven
- FearDotCom
- Femme Fatale
- Forza Bastia
- The Four Feathers
- Frailty
- Frank McKlusky, C.I.
- Frida
- Friday After Next
- Förbannelsen - The Grudge
- Full Frontal
- Gamla män i nya bilar
- Gangs of New York
- The Gathering
- Get a Clue
- Ghost Ship
- Godzilla Against Mechagodzilla
- The Good Girl
- Grabben i graven bredvid
- Greven av Monte Cristo
- Guds stad

### H - N
- Half Past Dead
- Halloween: Resurrection
- Harry Potter och Hemligheternas kammare
- Hero
- Highway
- Himmelfall
- Hot Dog
- Hugo och Rosa
- The Hot Chick
- Hundtricket
- Hus i helvete
- Hämnarens resa
- I Saw Mommy Kissing Santa Claus
- I Spy
- Ice Age
- In My Skin
- In the Heat of Fire
- Infernal Affairs
- Insomnia
- Interstate 60
- Irréversible
- Iskallt mord
- Jackass: The Movie
- Jag är Dina
- Jason X
- John Q.
- K-19: The Widowmaker
- Karlsson på taket[2]
- Kedma
- Ken Park
- Ki Avrio Mera Einai
- Killing Me Softly
- Klassfesten
- Knockaround Guys
- Knullar fiskar?
- Kärleken checkar in[3]
- Kärlek på jobbet
- Lara Croft Tomb Raider: The Cradle of Life
- The Laramie Project
- Life or Something Like It
- Lilja 4-ever
- Lilo & Stitch
- Livet i 8 bitar
- Lost in La Mancha
- Love Boogie
- Malevolent
- Mannen utan minne
- May
- Megalodon
- Men in Black II
- Minority Report
- Miranda
- Mister Ernest
- Mitt namn var Sabina Spielrein
- Mitt stora feta grekiska bröllop
- Moonlight Mile
- Mord i Greenwich
- The Mothman Prophecies
- Mr. Deeds
- Muraren
- My Little Eye
- Namnen på marmortavlan
- Neko no ongaeshi
- The New Guy
- No Good Deed - Goes Unpunished
- Nu är det jul igen 2

### O - U
- Om en pojke
- One Hour Photo
- Orange County
- Panic Room
- Pappa polis
- People I Know
- Phone Booth
- The Pianist
- Punch-Drunk Love
- Resident Evil
- Returner
- The Ring
- Ringaren i Notre Dame II
- Ripley's Game
- Road to Perdition
- Rock My World
- Roger Dodger
- The Rules of Attraction - Lustans lagar
- Röd drake
- Sagan om de två tornen
- Scooby Doo
- The Scorpion King
- Secretary
- Serving Sara
- Shottas
- Showtime
- Signs
- Skattkammarplaneten
- Skruva den som Beckham
- Slackers
- Slap Her... She's French
- Smådeckarna
- Snow Dogs
- Snygg, sexig och singel
- Solaris
- Spider-Man
- Spirit - Hästen från vildmarken
- Spun
- Spy Kids 2 - De förlorade drömmarnas ö
- Star Trek: Nemesis
- Star Wars: Episod II - Klonerna anfaller
- Stuart Little 2
- Suicide Club
- The Sum of All Fears
- Suxxess
- Sweet Home Alabama
- Swept Away
- Tala med henne
- Teknolust
- The Eye
- The Time Machine
- Timmarna
- Tokyo Noise
- Tompta Gudh
- The Transporter
- Trapped
- The Truth and Lies of 9-11
- Try 17
- Tuck Everlasting
- The Tuxedo
- Tvillingarna får körkort
- Tvillingsystrar
- Tyven, tyven
- Undercover Brother
- Unfaithful
- Utanför din dörr

### V - Ö
- Vaktmästaren och professorn
- Vansinnigt förälskad
- Vexator
- Vit oleander
- Vägen tillbaka
- Waking Up in Reno
- We Were Soldiers
- Whale Rider
- When in Rome
- Windtalkers
- Wisegirls
- xXx
- Ya-Ya flickornas gudomliga hemligheter
- Zvezda
- Älskar dig för evigt

## Filmpriser

### Oscarspriser(i urval)
| Kategori:                  | Vinnare:                       |
| -------------------------- | ------------------------------ |
| Bästa film:                | Chicago                        |
| Bästa regi:                | Roman Polanski (The Pianist)   |
| Bästa manliga huvudroll:   | Adrien Brody (The Pianist)     |
| Bästa kvinnliga huvudroll: | Nicole Kidman (Timmarna)       |
| Bästa manliga biroll:      | Chris Cooper (Adaptation.)     |
| Bästa kvinnliga biroll:    | Catherine Zeta-Jones (Chicago) |
| Bästa utländska film:      | Ingenstans i Afrika (Tyskland) |

För komplett lista se Oscarsgalan 2003.

### Guldbaggar: (i urval)
| Kategori:                  | Vinnare:                                   |
| -------------------------- | ------------------------------------------ |
| Bästa film:                | Lilja 4-ever                               |
| Bästa regi:                | Lukas Moodysson (Lilja 4-ever)             |
| Bästa manliga huvudroll:   | Michael Nyqvist (Grabben i graven bredvid) |
| Bästa kvinnliga huvudroll: | Oksana Akinsjina (Lilja 4-ever)            |
| Bästa manliga biroll:      | Göran Ragnerstam (Suxxess)                 |
| Bästa kvinnliga biroll:    | Cecilia Frode (Klassfesten)                |
| Bästa utländska film:      | Mannen utan minne (Finland)                |

## Avlidna
- 21 januari – Peggy Lee, amerikansk sångerska och skådespelare.
- 25 januari – Karen Rasmussen, svensk-norsk skådespelare.
- 11 februari – Barry Foster, brittisk skådespelare.
- 15 februari – Kevin Smith, nyzeeländsk skådespelare
- 21 februari – John Thaw, brittisk skådespelare, kommissarie Morse, avled i cancer.
- 28 februari – Eivor Engelbrektsson, svensk skådespelare.
- 27 mars
  - Milton Berle, amerikansk manusförfattare, kompositör, komiker och skådespelare.
  - Dudley Moore, brittisk skådespelare.
- 4 april – Stuart Görling, svensk kompositör och arrangör av filmmusik.
- 7 april – John Agar, amerikansk skådespelare.
- 8 april – María Félix, mexikansk skådespelare.
- 25 april – Lisa Lopes, amerikansk sångerska och skådespelare.
- 5 maj – George Sidney, amerikansk filmregissör och filmproducent.
- 7 juni – Signe Hasso, svensk-amerikansk skådespelare.
- 11 augusti – Thomas Ryberger, svensk regissör och manusförfattare.
- 17 augusti – Sonja Stjernquist, svensk operett- och musikalsångerska (sopran) och skådespelare.
- 29 augusti – Per Lindqvist, svensk sångare och skådespelare.
- 25 oktober – Richard Harris, brittisk skådespelare.
- 29 oktober – Marina Berti, engelsk-italiensk skådespelerska.
- 10 november – Anne-Marie Brunius, svensk skådespelare.
- 14 november – Eddie Bracken, amerikansk skådespelare.
- 18 november – James Coburn, skådespelare.
- 19 november
  - Birgit Eggers, svensk skådespelerska.
  - Leif Forstenberg, svensk skådespelare.
- 23 november – Karl-Magnus Thulstrup, svensk skådespelare och sångare.
- 3 december – Glenn Quinn, irländsk skådespelare.
- 21 december – Per Appelberg, svensk skådespelare.
- 28 december – Åke Lindström, svensk skådespelare och regissör.

### Fotnoter
1. ↑  IMDB, läst 1 mars 2012
2. ↑  ”Astrid Lindgren”. http://www.astridlindgren.se/verken/filmerna/filmlista. Läst 21 mars 2011.
3. ↑  IMDB, läst 23 april 2012